# Pleurophyllidiopsis amoyensis
Pleurophyllidiopsis amoyensis is een slakkensoort uit de familie van de Arminidae. De wetenschappelijke naam van de soort is voor het eerst geldig gepubliceerd in 1934 door Tchang.